# سنگ‌چشم-کوکوی غبغبکی شرقی
سنگ‌چشم-کوکوی غبغبکی شرقی (نام علمی: Lobotos oriolinus) نام یک گونه از سرده سنگ‌چشم-کوکوهای غبغبکی است.
این گونه در کامرون، جمهوری آفریقای مرکزی، جمهوری کنگو، جمهوری دموکراتیک کنگو، گابن و نیجریه یافت می‌شود. زیستگاه طبیعیش نیز جنگل‌های پست می‌باشد.